# Wilson Solon
Wilson Solon (Niterói, 23 de Junho de 1959) é um diretor de cinema, TV e teatro, jornalista e escritor brasileiro. 

## Biografia
Após cinco anos no curso de Engenharia Civil da Universidade Federal do Rio de Janeiro (UFRJ), sem concluí-lo, Wilson ingressou em Comunicação Social na Universidade Federal Fluminense (UFF), onde se formou em Cinema (1985) e Jornalismo (1986).
Entre outros cursos na área artística, foi aluno da primeira turma de formação de atores (1982) da recém-inaugurada Casa das Artes de Laranjeiras – CAL, onde estudou a arte da fala com Glorinha Beuttenmüller e atuação, com Sérgio Britto, que, além de ser considerado seu “mestre maior” nas artes cênicas, se tornou amigo e protagonista de quatro dos seus trabalhos audiovisuais. Como ator, Wilson Solon participou de algumas peças de teatro, mas logo optou pela carreira de direção.
Em paralelo à formação acadêmica, Wilson estreou na direção de curtas-metragens em 16 mm, e foi premiado como melhor diretor com o primeiro filme em 35 mm – O Rato – no III Rio-Cine Festival (1987), que valeu ainda a Nathalia Timberg o seu primeiro prêmio em cinema como Melhor Atriz. Em 1988, também no cinema, realizou a produção-executiva do longa-metragem Os Heróis Trapalhões (estrelado por este grupo, com direção de José Alvarenga Jr.). 
Em 1989, estreou na direção de televisão na premiada novela Kananga do Japão, da TV Manchete, a convite da cineasta Tizuka Yamasaki, diretora-geral. Na mesma emissora, Wilson Solon realizou ainda a ficção-musical Beto Carrero Especial (1990) e a minissérie O Farol (1991), como diretor-geral. Seu último trabalho em televisão no Brasil foi a telenovela O Campeão, co-dirigida com Marcos Schechtman e exibida na Rede Bandeirantes (1996).

### Na Europa
Em 1999, mudou-se para Portugal, onde realizou trabalhos para todas as emissoras de televisão nacionais – SIC, RTP e TVI – tendo assinado as maiores séries de ficção portuguesas deste período – Jornalistas, A Febre do Ouro Negro  e O Processo dos Távoras. No mesmo país, dirigiu ainda a telenovela Tudo por Amor (2002) e escreveu roteiros cinematográficos.
Todas as suas séries receberam indicação e a última conquistou o troféu Globo de Ouro (SIC) de melhor programa nacional de 2003, em Portugal. Apesar dos êxitos, em uma das poucas entrevistas que aceitou conceder, Wilson Solon manifestou a intenção de deixar a direção de televisão. Dois anos depois, transferiu-se para Barcelona, na Espanha, onde ainda realizou alguns trabalhos em publicidade. Mas não tardou em cumprir a promessa de abandonar o meio artístico para se dedicar com exclusividade aos estudos autodidatas na área da História e da Psicologia.

## Controvérsias
A diversidade de vocações não deixaria de provocar novas controvérsias, que já haviam se manifestado no Brasil, onde Wilson Solon escreveu o polêmico Livro das Vidas (1995), síntese das suas investigações sobre a regressão da memória a vidas passadas, porém “com um enfoque não religioso, como disse, mas matemático, histórico e psicanalítico”. Contudo, poucos meses depois da publicação, decidiu retirá-lo de circulação. Não obstante, três anos mais tarde, Wilson estreou como autor e diretor de teatro com a peça Luxúria, Soberba e Ira (1998),  que versava sobre o mesmo tema da reencarnação e foi encenada no Teatro Vannucci, no Rio de Janeiro, com os atores Caco Ciocler e Isabela Garcia à frente do elenco.
Na Europa, além de suas atividades na televisão, Wilson Solon repetiria o ciclo autoral, embora na ordem inversa e com temáticas distintas: escreveu e dirigiu a peça de teatro A Retórica do Ego (2003),  no prestigiado Teatro da Comuna, em Lisboa. Dois anos depois, quando já vivia em Barcelona, lançou o não menos controvertido segundo livro – Portugal, o Enigma Ibérico (2005) – no qual expõe sua visão peculiar das experiências e impressões de um brasileiro na terra dos antigos colonizadores; hoje colonizados, segundo ele, pelas imagens das telenovelas brasileiras da Rede Globo.
Desde que retornou ao Brasil, Wilson Solon escolheu viver em Niterói, sua cidade natal, e dedicar-se aos estudos particulares. O anonimato opcional já havia sido sintetizado no livro publicado anos antes em Portugal e nas palavras do próprio autor que, embora fosse “uma pessoa pública, por força da minha atividade, nunca desejei possuir uma imagem conhecida do grande público.”